# 羽後町立羽後中学校
羽後町立羽後中学校（うごちょうりつ うごちゅうがっこう）は、秋田県雄勝郡羽後町にある公立中学校。

## 概要
秋田県内最大の平地である横手盆地の南西端に位置する中学校で、学校の東側10 kmほどのところを南北に奥羽本線が走る。海抜70 mほどのところにある。
2016年（平成28年）に羽後町の3中学校（羽後中〈旧〉・三輪中・高瀬中）を統合し、新生の中学校として開校。羽後町唯一の中学校となった。

## 沿革
羽後中学校（旧）
- 1972年（昭和47年）4月 - 羽後中学校発足
- 1975年（昭和50年）4月 - 羽後町の4中学校（西馬音内中・新成中・明治中・元西中）を統合し開校
- 1976年（昭和51年）4月27日 - 校歌完成発表会
- 1990年（平成2年）
  - 7月24日 - 50mプール竣工式
  - 11月3日 - 第21回博報償国語研究部門団体賞受賞

- 1995年（平成7年）9月14日 - 文部省指定武道指導推進校公開研究会
- 1996年（平成8年）10月24日 - 全国学校保健体育優良校表彰
- 1998年（平成10年）6月8日 - グランドホッケー場完成
- 2002年（平成14年）10月12日 - 吹奏楽部東日本大会出場
- 2003年（平成15年）8月6日 - 東北ハンドボール大会女子優勝全国出場
- 2004年（平成16年）
  - 2月27日 - 全国教育美術展教育委員会賞受賞
  - 11月5日 - 文科省指定学力向上フロンティアスクール自主公開研究会

- 2005年（平成17年）
  - 7月25日 - 羽後町キャリア・スタート・ウィーク事業
  - 8月5日 - 東北ハンドボール大会女子優勝 全国大会出場

- 2009年（平成21年）6月23日 - 教室棟改修工事完了
- 2010年（平成22年）9月17日 - 校舎耐震補強工事終了
- 2016年（平成28年）3月31日 - 閉校

羽後中学校（新）
- 2016年（平成28年）4月1日 - 羽後町の3中学校（羽後中〈旧〉・三輪中・高瀬中）を統合し開校

## 歴代校長
代	氏名	期間
1	木口秀一	2016年（平成28年4月）～2021年（令和1年3月）
2	木村篤子	2021年（令和1年4月）～2021年（令和3年3月）
3	丹俊章	2022年（令和4年4月）〜2023年（令和5年3月）
4	髙橋俊英	2023年（令和5年4月）〜

## 通学区域
- 羽後町（全域）
  - 中町、栄町、桜井、本町上、南町、本町下、橋場上、橋場下、朝日町、橋場下、川原田、裏町下、寺町、裏町上、小松、横原、下田沢、中田沢、上田沢、鹿内、大戸、浅井、二条道、門前、中村、十分一、新処、長者森、岩本町、美里団地、中野東、つくし、南通り、川原田団地、塩出、緑ケ丘、（新成地区）糠塚、谷地中、安良町、上郡、下郡、土舘東、土舘西、高尾田、嶋田、下川原、養蚕、四ツ屋、ハイム、六沢、（明治地区）三ツ盛、水沢、林崎、払体、堀内、高寺、鵜巣、野町、新町、岩台、院ケ台、中神、椌ケ台、瀬後野、下飯沢、十二林、赤沢、赤沢口、梺、郷ノ目、上町頭、元城上、元城中、元城下、川原町、岩土、南元西、ひまわり[3]

## 進学前小学校
- 羽後町立西馬音内小学校
- 羽後町立三輪小学校
- 羽後町立羽後明成小学校
- 羽後町立高瀬小学校

## 交通
- JR奥羽本線湯沢駅から車で15分

## 出身者
- 伊藤助成（日本生命社長、経団連副会長）